# Успенська сільська рада (Липецька область)
Успе́нська сільська рада (рос. Успенский сельский совет) — сільське поселення у складі Становлянського району Липецької області Росії.
Адміністративний центр — село Чорноліс.

## Населення
| 2010 | 2012 | 2013 | 2014 | 2015 | 2016 | 2017 |
| ---- | ---- | ---- | ---- | ---- | ---- | ---- |
| 834  | ↘812 | ↘809 | ↘802 | ↘785 | ↘774 | ↘757 |
| 2018 |      |      |      |      |      |      |
| ↘730 |      |      |      |      |      |      |

750 осіб у 2021 році.

## Склад сільського поселення
| № | Населений пункт | Тип                | Населення | Площа |
| - | --------------- | ------------------ | --------- | ----- |
| 1 | Великі Виселки  | присілок           | 1         | 58    |
| 2 | Єлизаветовка    | присілок           | 95        | 81    |
| 3 | Малі Виселки    | присілок           | 41        | 55    |
| 4 | Уваровка        | присілок           | 0         | 45    |
| 5 | Успенське       | село               | 287       | 203   |
| 6 | Чорноліс        | село, адмін. центр | 410       | 191   |

Колишні населені пункти
Озерки